# (17358) Lozino-Lozinskij
(17358) Lozino-Lozinskij (1978 SU4) – planetoida z pasa głównego asteroid okrążająca Słońce w ciągu 3,66 lat w średniej odległości 2,37 j.a. Odkryta 27 września 1978 roku.